# Kanton Pinols
Pinols is een voormalig kanton van het Franse departement Haute-Loire. Het kanton maakte deel uit van het arrondissement Brioude. Het werd opgeheven door het decreet van 17 februari 2014, met uitwerking op 22 maart 2015. De gemeenten werden opgenomen in de nieuwe kantons Gorges de l'Allier-Gévaudan (6) en Pays de Lafayette (3)

## Gemeenten
Het kanton Pinols omvatte de volgende gemeenten:
- La Besseyre-Saint-Mary
- Auvers
- Chastel
- Chazelles
- Cronce
- Desges
- Ferrussac
- Pinols (hoofdplaats)
- Tailhac